# Sultanat Patani

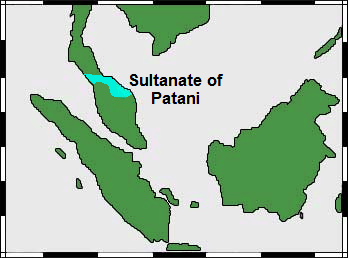

Das Sultanat Patani  (auch Königreich Patani; malaiisch Kerajaan Patani, Jawi: كراجأن ڤتتاني; thailändisch อาณาจักรปัตตานี, RTGS: Anachak Pattani; historisch: Königreich Bet(h)anien) war vom 14./15. Jahrhundert bis zu seiner Zerschlagung durch Siam 1809 ein muslimischer Staat in Südostasien. Das Sultanat Patani umfasste ein Gebiet im Süden des heutigen Thailand, sein Einflussbereich war zeitweise deutlich größer als das Gebiet der Provinz Pattani und umfasste den Großteil der nordöstlichen malaiischen Halbinsel südlich von Songkhla. Ethnisch gesehen bestand die Bevölkerung großteils aus Malaien.

## Geschichte

### 14.–16. Jahrhundert
Der Vorgängerstaat des Sultanats Patani war das buddhistische Königreich Langka Suka, dessen Tradition als Handelsplatz unter der Vorherrschaft Sri Vijayas noch bis in die muslimische Zeit gewirkt haben könnte. Der Hintergrund der Entstehung des Sultanats liegt im Dunkeln und ist von der Forschung noch nicht geklärt. Der Zeitpunkt der Islamisierung Patanis wird nach einem malaiischen Manuskript in die Zeit um 1470 datiert. Ibn Battuta berichtete um 1344 bereits von einer Mehrheit an Muslimen, Patani hätte demnach noch vor Malakka (um 1400) den Islam angenommen. Patanische Nationalisten nehmen dagegen eine Verbreitung des Islam durch Missionare um 1150 an. Einige Forscher allerdings bezweifeln eine derart frühe Datierung.
Den zuvor in der Region herrschenden Kleinkönigen brachte der Übertritt zum Islam den Vorteil einer stärkeren religiösen Legitimierung ihrer Herrschaft als Schatten Allahs auf Erden (der hinduistische Königstitel raja wurde allerdings in Patani auch nach der Islamisierung noch beibehalten). Islamische Kaufleute, die zu den Wegbereitern des Islamiersierungsprozesses in der indonesischen Inselwelt gehörten, handelten bevorzugt in islamischen Reichen, sodass sich hier für die Herrscher ein weiterer – finanzieller – Anreiz für den Übertritt zum Islam bot. Außerdem bot der Islam der malaiischen Bevölkerung gegenüber der expansiven Politik des siamesischen Königreichs Ayutthaya eine verstärkte ethnische Identität. Eine gewaltsame Expansion der islamischen Glaubensgemeinschaft, wie sie in Vorderasien erfolgte, ist in Südostasien nicht anzunehmen.

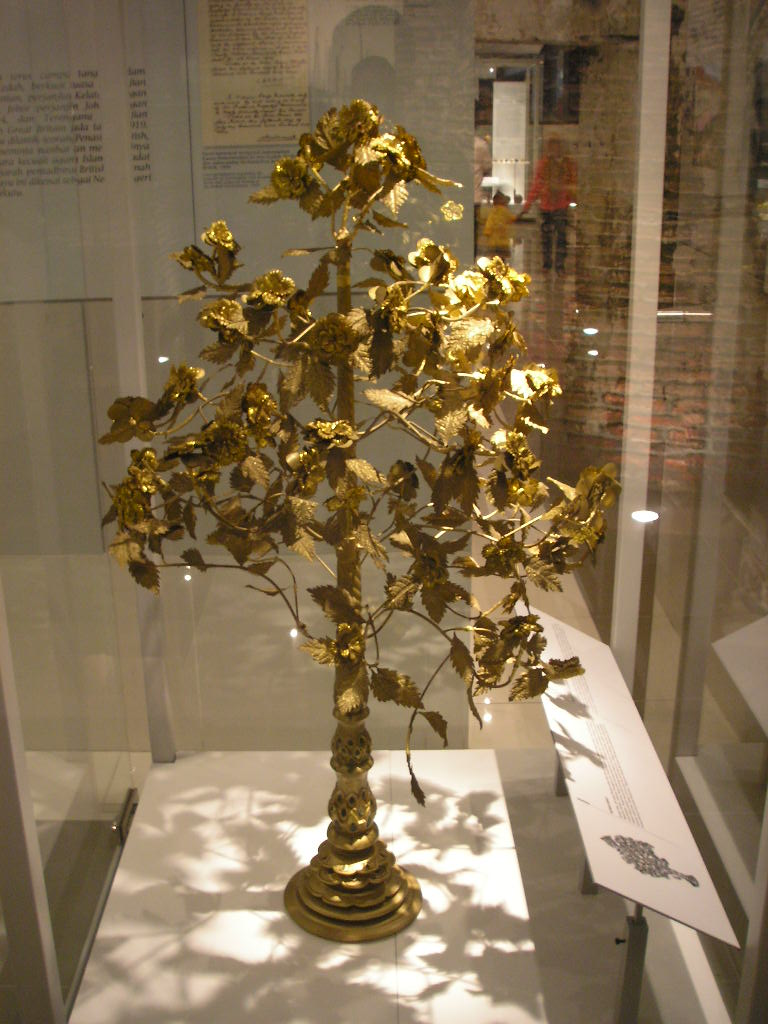
Bunga mas dan perak, kleine goldene Bäume, mussten als Symbole der Suzeränität an Ayutthaya gesandt werden.

Die Entwicklung eines Staatsgebildes mit der Hauptstadt Patani wird in den Zeitraum von der Mitte des 14. bis in die Mitte des 15. Jahrhunderts datiert. Die Chronik von Patani erwähnt eine inländische Stadt namens Mahligai, deren Herrscher im genannten Zeitraum seinen Palast in das Fischerdorf Patani verlegt haben soll. In der Folge entwickelte sich Patani zu einem regionalen Handelszentrum, das aber ab dem Beginn des 15. Jahrhunderts unter der Vorherrschaft Ayutthayas stand. Patanis Tributleistungen an Ayutthaya bestanden in dem Entsenden von „goldenen und silbernen Blumen“ (bunga mas dan perak). Dieses Zeichen der Unterwerfung hatte ein Mal in drei Jahren zu erfolgen. Die weitaus wichtigere Folge der Abhängigkeit von Ayutthaya war allerdings die Verpflichtung zur Heeresfolge im Kriegsfall. Allgemein wird aber kein allzu starker Einfluss Ayutthayas auf die inneren Angelegenheiten Patanis angenommen. Volker Grabowsky spricht auch von einer faktischen Selbstständigkeit.

### Blütezeit (1584–1688)
Einen ausschlaggebenden Faktor in der Entwicklung Patanis stellte das Vordringen der Portugiesen nach Südostasien zu Beginn des 16. Jahrhunderts dar. Patani wurde durch die Niederlassungen europäischer Kaufleute zu einem Umschlagplatz in den internationalen Handelsbeziehungen. 1516 errichtete der portugiesische Händler Manuel Falco eine Niederlassung in Patani. Um 1538 sollen sich laut Fernão Mendes Pinto bereits 300 portugiesische Kaufleute in Patani befunden haben. Zu Beginn des 17. Jahrhunderts brachen Kaufleute anderer europäischer Nationen in den Einflussbereich der portugiesischen Kaufleute ein. 1602 ließen sich die ersten niederländischen Kaufleute in Patani nieder, 1612 folgten die Engländer. Neben den europäischen Kaufleuten lebten in Patani aber auch Kaufleute aus Arabien, Persien, Indien, China und Japan. Die Tätigkeit der Kaufleute beschränkte sich hierbei nicht nur auf den wirtschaftlichen Bereich, sondern war häufig auch immer eine Form der Vertretung von Interessen des Herkunftslandes. Die Niederschriften der ausländischen Kaufleute stellen eine wichtige Quelle für die Geschichte Patanis dar.
Im Jahre 1572 folgte auf den Tod des Sultans Manzur Syah aus der Sri-Mahavamsa-Dynastie eine zwölfjährige Phase politischer Wirren. Der Sultan hatte seine Töchter nach den Farben des Regenbogens benannt, nämlich Grün (Ijau), Blau (Biru) und Violett (Ungu). 1584 bestieg Manzurs älteste Tochter Ijau den Thron. Ihr gelang es, die politische Stabilität in Pattani wiederherzustellen und so eine Grundlage für den weiteren wirtschaftlichen Aufschwung zu schaffen. Nach Ijaus Tod 1616 folgten ihr ihre Schwestern Biru (r. 1616–1624) und Ungu (r. 1624–1635) als Herrscherinnen nach. Die Zeit von der Thronbesteigung der Königin Ijau 1584 bis zum Ende der Sri-Mahavamsa-Dynastie 1688 gilt als die Blütezeit Patanis.
Die Stadt hatte eine Bevölkerung von etwa 100.000 Einwohnern und war eine der bedeutendsten Handelsmetropolen Südostasiens. Der deutsche Reisende Johann Albrecht von Mandelslo, der Patani 1639 besuchte, beschrieb die Stadt in seinem Tagebuch: „Patani ist ein sehr wohlhabendes Land. … Die Reisfelder sind außerordentlich üppig; es gibt viele Arten von Fleisch … zusammen mit hunderten Sorten von Früchten.“ Der Umstand, dass das Reich von weiblichen Herrschern regiert wurde, war für einen muslimischen Staat ungewöhnlich. Auch die in Patani wirkenden Europäer beschrieben dies mit großem Erstaunen. Der Reichtum Patanis durch den Handel ging auch mit einer Hochzeit im geistigen und kulturellen Bereich einher. Patani war ein Mittelpunkt der islamischen Gelehrten und sollte bis in das 19. Jahrhundert hinein ein zentraler Ort für die malaiischen Gebildeten bleiben.
Ungu war nach der Ehe mit einem hochrangigen siamesischen Adligen 1614 nach Patani zurückgekehrt und verfolgte trotz der zuvor guten Beziehungen eine antisiamesische Politik. Nach dem Tod des siamesischen Königs Songtham 1628 kam es in Ayutthaya zu Konflikten um seine Nachfolge. Für Patani bot sich die Möglichkeit, aus der formellen Abhängigkeit von Ayutthaya auszubrechen. Die militärische Lage im Süden Ayutthayas war äußerst ungefestigt, sodass Ungu die Städte Nakhon Si Thammarat und Phatthalung angriff. Die Niederländische Ostindien-Kompanie (VOC), die an dem Handel mit beiden am Konflikt beteiligten Staaten interessiert war, versuchte zunächst durch ihren Gesandten Anthonij Caen die Sultanin zur Entsendung der „Goldblumen“ als formale Unterwerfung zu überreden. Ungu betrachtete den neuen siamesischen König Prasat Thong jedoch als Mörder der alten Königsfamilie und verweigerte sich einer Anerkennung von Siams Oberhoheit. Daraufhin stellten sich die Niederländer auf die Seite Siams und entsendeten eine kleine Flotte zur Unterstützung. Patani verbündete sich mit den Portugiesen in Melakka und dem befreundeten malaiischen Sultanat von Johore. Es kam zu einer Pattsituation, da die niederländische Flotte zu spät eintraf, um eine Hilfe zu sein. Erst zwei Jahre später gelang den Siamesen ein militärischer Schlag gegen Patani, dessen neue Sultanin Kuning im März 1636 die „Goldblumen“ als Zeichen der Unterwerfung nach Ayutthaya entsandte. Während der Herrschaftszeit Kunings, der Tochter Ungus, herrschte bis ins Jahr 1688 Frieden mit Ayutthaya. Mit ihrem Tod erlosch die Sri-Mahavamsa-Dynastie und in Patani kam eine Dynastie aus Kelantan an die Macht.

### 1688–1902
Die folgende Zeit ist sehr quellenarm. Die Forschung geht von einem allmählichen Niedergang Patanis als Handelszentrum und einem zunehmenden Einfluss Ayutthayas aus. Im Jahre 1786 kam es im Zuge der Eroberungszüge der Siamesen zu einer starken Anbindung an Siam, gegen die Sultan Tengku Lamiddin im Jahre 1791 einen Aufstand wagte. Der siamesische Gouverneur wurde vertrieben und floh nach Phattalung. Es folgte eine siamesische Strafaktion und die Deportation zahlreicher Bewohner Patanis. Die siamesische Regierung ließ zur besseren Beherrschung des Landes hunderte siamesischer Familien in Patani ansiedeln, was in späteren Zeiten zu ethnisch-religiösen Konflikten führen sollte.
In den Jahren 1808/1809 kam es zu einem weiteren Aufstand gegen Siam. Nach erneutem Sieg der Siamesen wurden tausende malaiische Bewohner Patanis in die zentralthailändische Tiefebene umgesiedelt. 1816 wurde das Sultanat in die sieben Provinzen Nong Chik, Pattani, Yaring, Sai Buri, Yala, Raman und Ra-ngae aufgeteilt. Die Herrschaft der alten Sultansfamilie blieb zwar formal bestehen, aber die Verwaltung wurde durch die Regierung in Bangkok eingesetzt.
Schließlich verleibte sich Siam die Provinzen im Jahr 1902 ein und fasste sie wieder unter dem Namen Pattani zusammen.